# Bellmawr
Bellmawr est un borough situé dans le comté de Camden, dans l’État du New Jersey, aux États-Unis.